# オクシズ

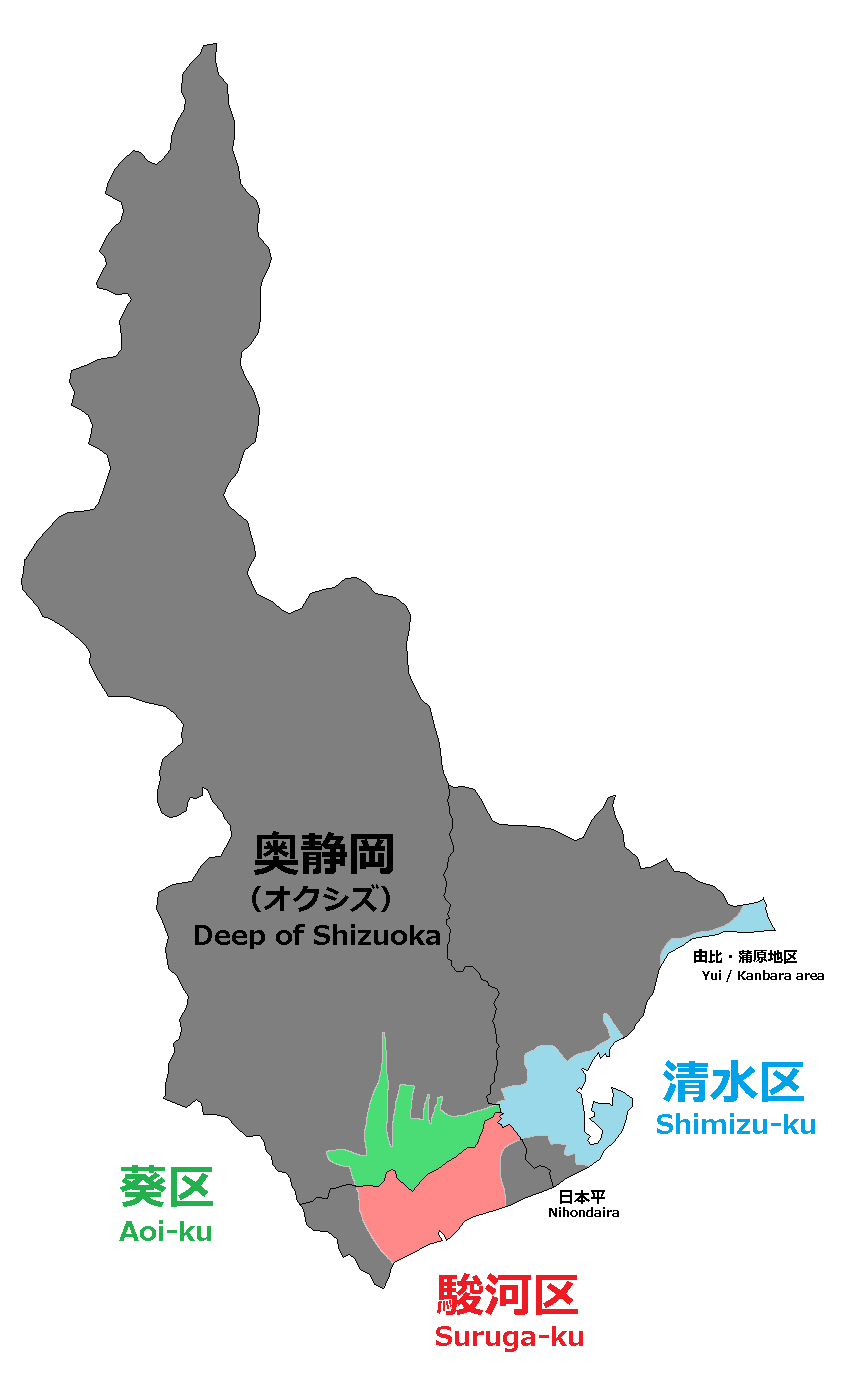
静岡市行政区及び地域図

オクシズは、静岡市の中山間地の総称。「奥静岡エリア」の愛称。
旧安倍郡域及び清水区山間部から構成され、静岡市の面積の約80％を占め、人口は市全体の5％に満たない。区域内には梅ヶ島温泉や井川ダム、南アルプスなど多数の観光資源があり、静岡茶やワサビの栽培、ウイスキーの製造も盛んである。
区域は概ね新東名高速道路より南アルプス方向を指すが、新東名高速道路より駿河湾方向の葵区服織西地区、南藁科地区、北沼上地区、清水いはらインターチェンジより新東名高速道路方向の吉原温泉周辺、清水区小島地区、両河内地区、由比入山地区もオクシズに含まれ、南アルプス方向に一部が入る葵区安倍口地区、麻機地区は含まない。
大井川上流域の「奥大井」、藁科川上流域の「奥藁科」、安倍川上流域の「安倍奥」、興津川上流域の「奥清水」の4地域に分けられる。
ウェブサイトでは、富士山が眺望できる場所などといったスポットを紹介している。
オクシズの名称は静岡市が主体的に呼称、使用しているものであるが、自治体としては別個の組織である静岡県や民間事業体によるオクシズの名称使用については静岡市が独占的に制限しているわけではなく、静岡市が制作主体ではない書籍・刊行物・ウェブサイト等でも使用されることがある。しかし一方で、2003年4月の静清合併以前には静岡市に含まれていなかった旧清水市や旧由比町の地域に該当する清水区中山間地域においては、当時既に静岡市に含まれていた葵区中山間地域に比べてオクシズの呼称は定着しておらず、清水区両河内地区や小島地区、由比入山地区などでは住民たちが自ら居住する地域をオクシズとして認識し、あるいは情報発信する機会は商用的な場合を除いてはほとんど見られないのが現状である。また、これら奥清水地域と隣接する安倍奥や奥藁科地域との間を結ぶ交通網も新東名高速道路以外にはほとんどなく、地域相互間の親近感もそれほど濃厚とはいえない。
しかしながら、道路交通への依存度が現代ほど高くはなかった江戸時代以前から昭和初期にかけては、例えば現在の清水区両河内地域と安倍奥地域との間などで、真富士山から連なる尾根を越えての交易も行われていた。また明治時代以後になるとこうした地域間での血縁関係も積極的に築かれるようになったことが往年の住民台帳や墓誌等の郷土資料から確認されているが、これは閉鎖された山村コミュニティーにおける近親血族内での近親交配を防ぐ目的で自発的ないし地域政策的に行われていたものではないかという見解もある。
また、オクシズの多くの地域は山梨県南部との間で歴史・文化的な親和性を持つ。例えば清水区両河内の西河内地区の古くからの住民の苗字は、武田、小澤、竹沢、岩崎、山崎、眞田など、甲斐国に由緒を持つものが非常に多く、今なお当時の家紋を継承する家もあるほどである。また、安倍奥の梅ヶ島地区から安倍峠を経て山梨県身延町大城地区、奥清水、両河内地区の大平から徳間峠あるいは田代峠を経て山梨県南部町富沢に至る山道は古くから使われてきた交易路、すなわち「塩の道」として発達してきた経緯がある。